# Sara Ashurbeyli
Sara Ashurbeyli, parfois connue sous le nom de Sara Ashurbayli (azéri : Sara Balabəy qızı Aşurbəyli), née le 27 janvier 1906 et  morte le 17 juillet 2001 à Bakou, est une historienne et orientaliste azerbaïdjanaise. Elle est spécialiste de l'histoire ancienne et médiévale de Bakou et a publié au cours de sa vie de nombreux articles et livres.

## Biographie

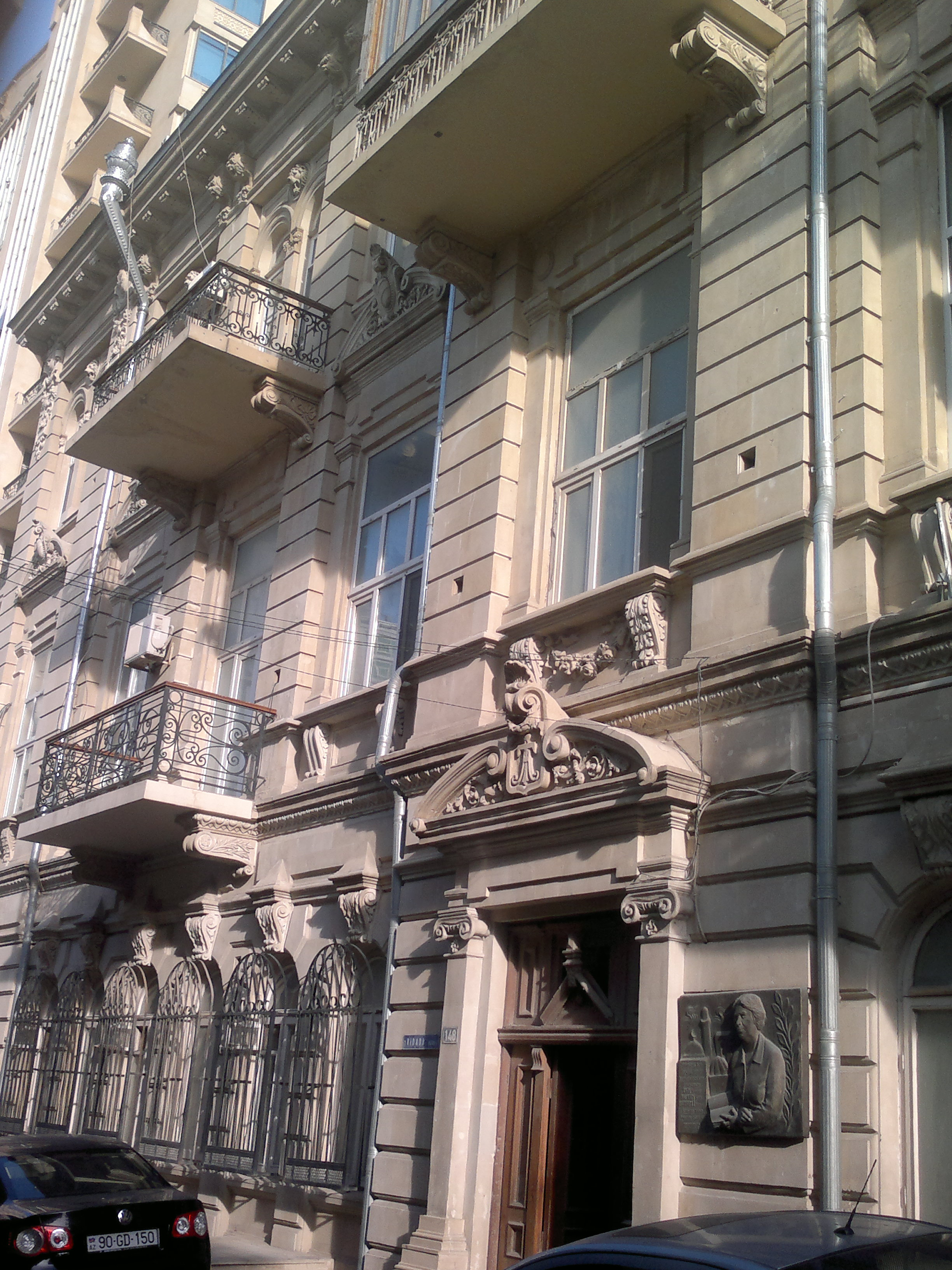
Maison à Bakou, où vivait Sara Ashurbeyli

Fille d'un riche magnat du pétrole, Sara Ashurbeyli peut effectuer des études supérieures : elle passe par le collège Jeanne D'Arc de Constantinople, dont elle sort en 1925, et entre à l'Université d'État de Bakou en 1930, en Azerbaïdjan alors soviétique. Sous le pouvoir soviétique, sa famille tombe en disgrâce. Elle est diplômée en sciences de l'orient et étudie également les langues européennes à l'Institut pédagogique d'Azerbaïdjan. Elle parle l'arabe, le persan, le turc, le français, l'allemand, le russe et l'anglais et enseigne ces langues pour pouvoir subvenir à ses besoins et ceux de sa famille. Elle est également artiste et devient membre de l'Union des artistes azerbaïdjanais en 1946. Au cours de sa vie, elle enseigne  dans diverses institutions et a été doyenne pendant un certain temps. Elle obtient son doctorat en 1966. Docteure en Histoire, elle a été lauréate du prix d'État d'Azerbaïdjan.
Ses œuvres principales sont History of Baku: Mediaeval period et Shirvanshah State. Elle y postule notamment que le nom de « Bakou » trouve ses origines dans le zoroastrisme, issu du mot « baga » qui signifie « le soleil » ou « le Dieu » dans plusieurs langues anciennes du Moyen-Orient.
Elle décède en 2001 à 95 ans.